# Mantelmöwe

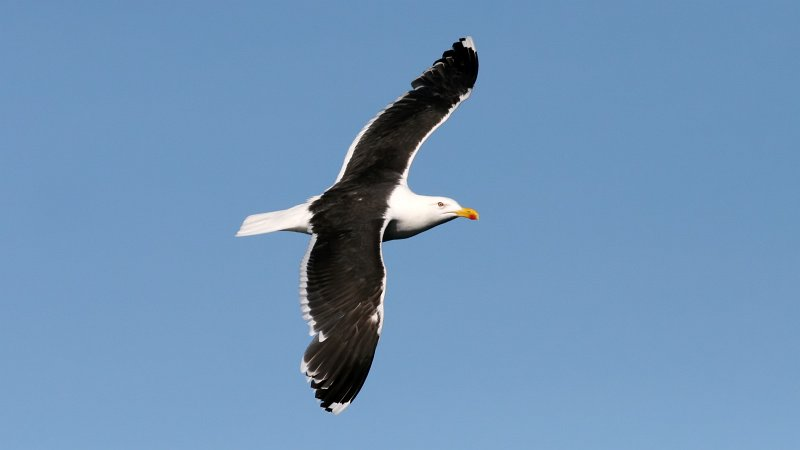
Mantelmöwe im Flug. Die Flügel sind im Vergleich zu anderen Möwenarten verhältnismäßig kurz und breit mit kurzem Handflügel.

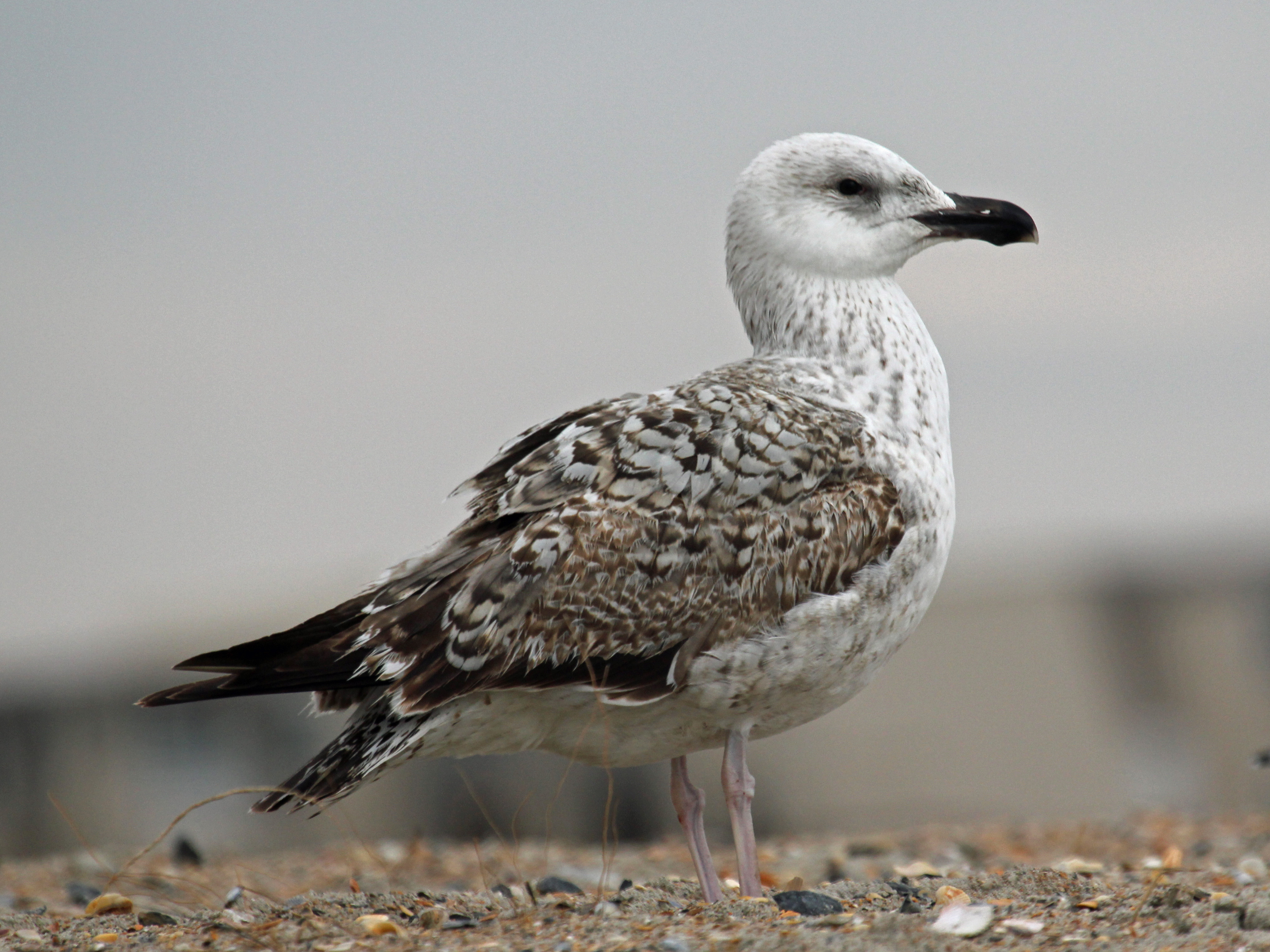
Mantelmöwe im ersten Winter. Aufgrund der Kombination aus weißlichem Kopf und kontrastreich und grob gemustertem Mantelgefieder ist die Art leicht zu bestimmen. Außerdem fällt der hohe, dunkle Schnabel auf, der sich erst im zweiten Winter an der Basis aufhellt.

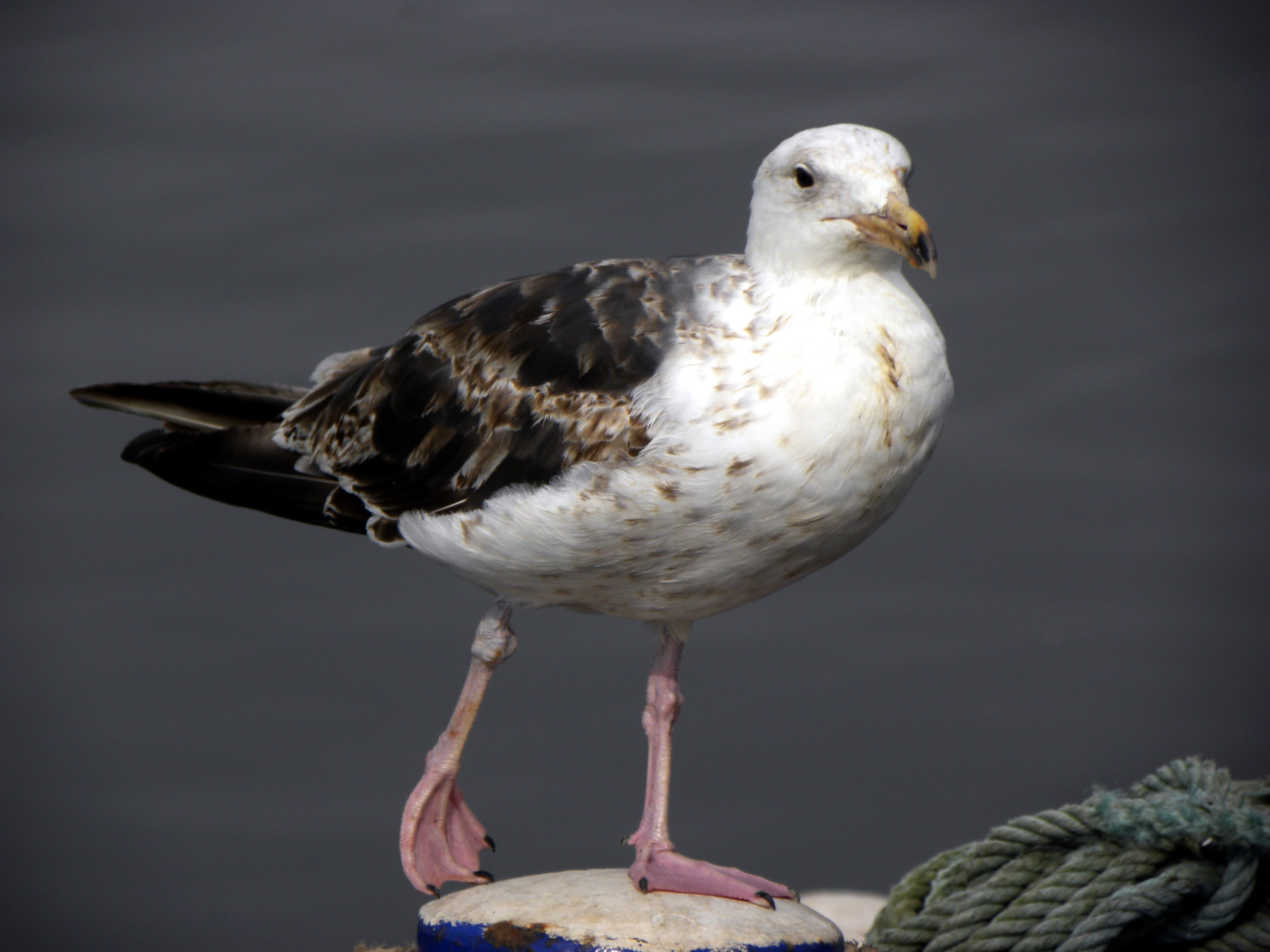
Mantelmöwe nach dem dritten Winter – mit bereits dunklem Rücken und noch bräunlichem Flügelgefieder

Die Mantelmöwe (Larus marinus) ist die größte Vogelart innerhalb der Möwen (Larinae). Sie ist an den Küsten in Nord- und Nordwesteuropa, in Grönland und im nordöstlichen Nordamerika beheimatet. An der Wattenmeerküste der Nordsee fehlt die Art jedoch als Brutvogel. In Europa halten Norwegen, Großbritannien, Island und Schweden die größten Bestände. Während die hochnordischen Populationen im Winter süd- oder westwärts ziehen, sind die meisten anderen Standvögel.
Die Mantelmöwe ist weitgehend an die Meeresküste gebunden, wo sie an unzugänglichen Stellen wie Inseln oder Felsklippen nistet. Nicht selten brütet sie in Kolonien anderer Möwen und besetzt dann die höchsten, exponiertesten Orte. Sie ernährt sich vorwiegend von tierischer Nahrung und Abfällen. Häufig erbeutet sie andere Vögel oder jagt ihnen die Beute ab, vielerorts ernährt sie sich aber auch von Fisch und anderen Meerestieren.
Die Bestände der Mantelmöwe haben im Verlauf des 20. Jahrhunderts bedeutend zugenommen. Besonders in Nordamerika, wo die Art auch ihr Verbreitungsgebiet ausgedehnt hat, verlief die Bestandsentwicklung nahezu rasant.

## Beschreibung
Die Mantelmöwe ist mit 61–78 cm Körperlänge und einem Gewicht von meist 1,5–2 kg die größte Möwenart. Die Flügel sind aber mit einer Spannweite von 145–165 cm relativ kurz und breit; beim sitzenden Vogel ragen sie kaum über den Schwanz hinaus. Im Flug wirkt die Art kompakt und fliegt mit kräftigen, langsamen Flügelschlägen. Sie erinnert im Flugbild – nicht zuletzt wegen des relativ kurzen Schwanzes und des lang vorgestreckten Kopfes – ein wenig an einen Seeadler. Beim sitzenden Vogel fallen zudem der verhältnismäßig große Kopf und der kräftige Schnabel auf. Die Beine sind ebenfalls kräftig mit relativ langem sichtbarem Teil des Tibiotarsus. Bei dieser Art ist der Unterschied zwischen den Geschlechtern oft besonders offensichtlich. Männchen zeigen aufgrund der kräftigen Wangenpartie und dem weit hinten und oben am Kopf sitzenden Auge einen leicht „brutalen“ Gesichtsausdruck. Weibchen erreichen oft nur die Größe von Silbermöwen, wirken aber insgesamt kräftiger mit starkem Schnabel, flacherem Scheitel und kleinerem Auge. Am Gefieder sind die Geschlechter nicht zu unterscheiden. Junge Mantelmöwen sind im vierten Lebensjahr voll ausgefärbt. Die Art ist monotypisch.

### Adulte Vögel
Adulte Vögel im Brutkleid zeigen einen hellgelben Schnabel mit rotem Gonysfleck; die sonst graurosa Beine können einen gelblichen Schimmer aufweisen. Die Iris ist blassgelb bis bernsteinfarben, das Auge von einem roten oder orangen Orbitalring umgeben. Der Kopf ist wie Hals, Nacken, Unterseite, Bürzel und Schwanz rein weiß. Das schwärzliche Schiefergrau der Oberseite hebt sich kaum von der schwarzen Flügelspitze ab, die wenig ausgedehnt ist. Die Spitze der äußersten Handschwinge ist breit weiß; manchmal findet sich im weißen Feld ein dunkler Fleck auf der Außenfahne. Die vorletzte Handschwinge zeigt ein subterminales weißes Feld. Die Spitzen der übrigen Handschwingen sind weiß, die der Armschwingen bilden einen breiten weißen Flügelhinterrand. Auf dem Unterflügel zeigt sich ein dunkles Schwingenband. Beim sitzenden Vogel fallen neben den großen, weißen Spitzen der Handschwingen die breiten weißen Ränder der Schirmfedern auf.
Im Schlichtkleid ist der Kopf um die Augen herum, an den Ohrdecken und im Nacken fein dunkelbraun gestrichelt. Um das Auge fallen die weißen „Lider“ auf. Die Strichelung des Kopfes ist aber sehr fein und fällt aus der Distanz gesehen manchmal kaum auf. Der Schnabel ist blassgelb, der Gonysfleck orange und manchmal von dunklen Markierungen durchsetzt.

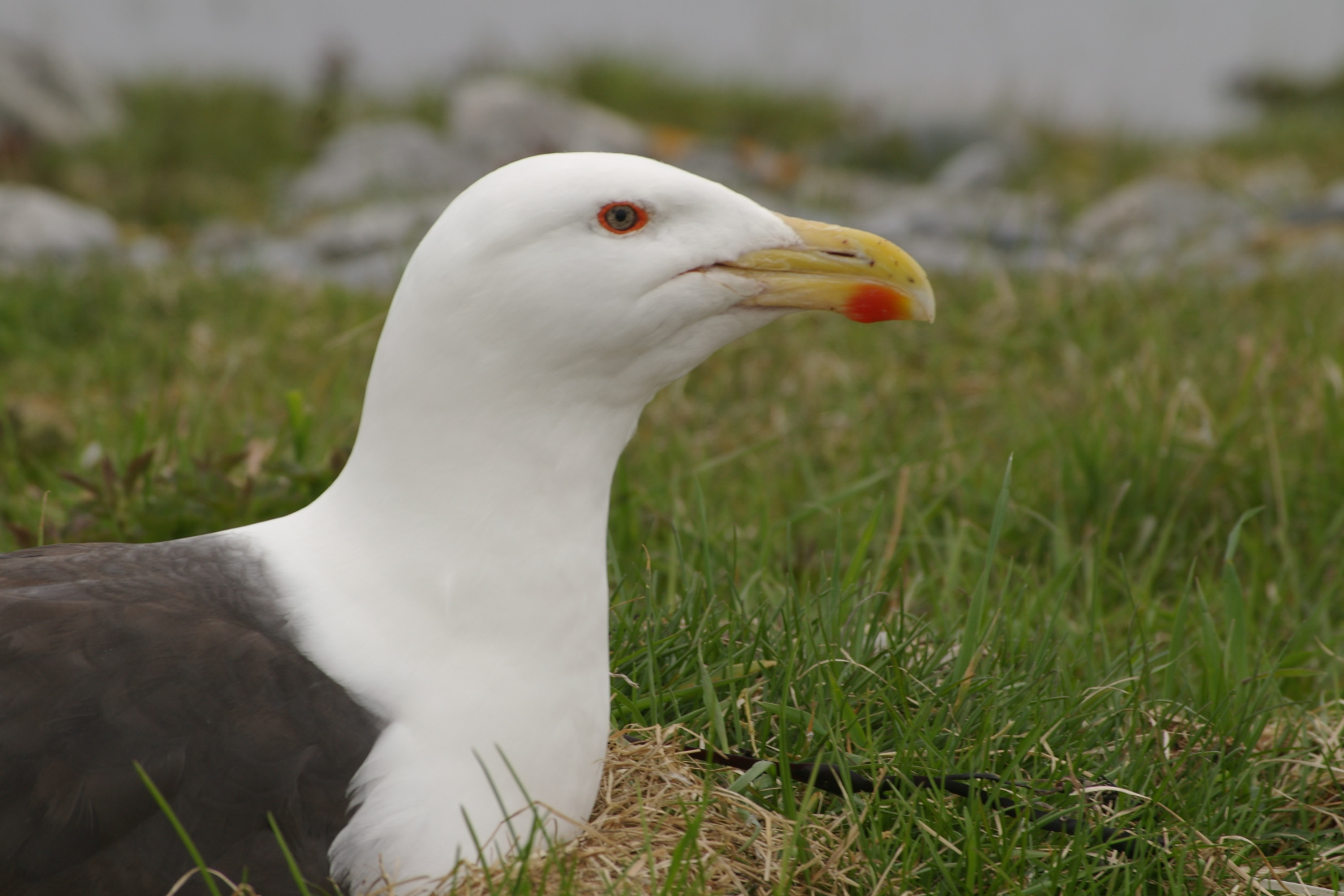
Besonders Männchen zeigen aufgrund der kräftigen Wangenpartie und des hoch sitzenden Auges einen etwas „brutalen“ Gesichtsausdruck
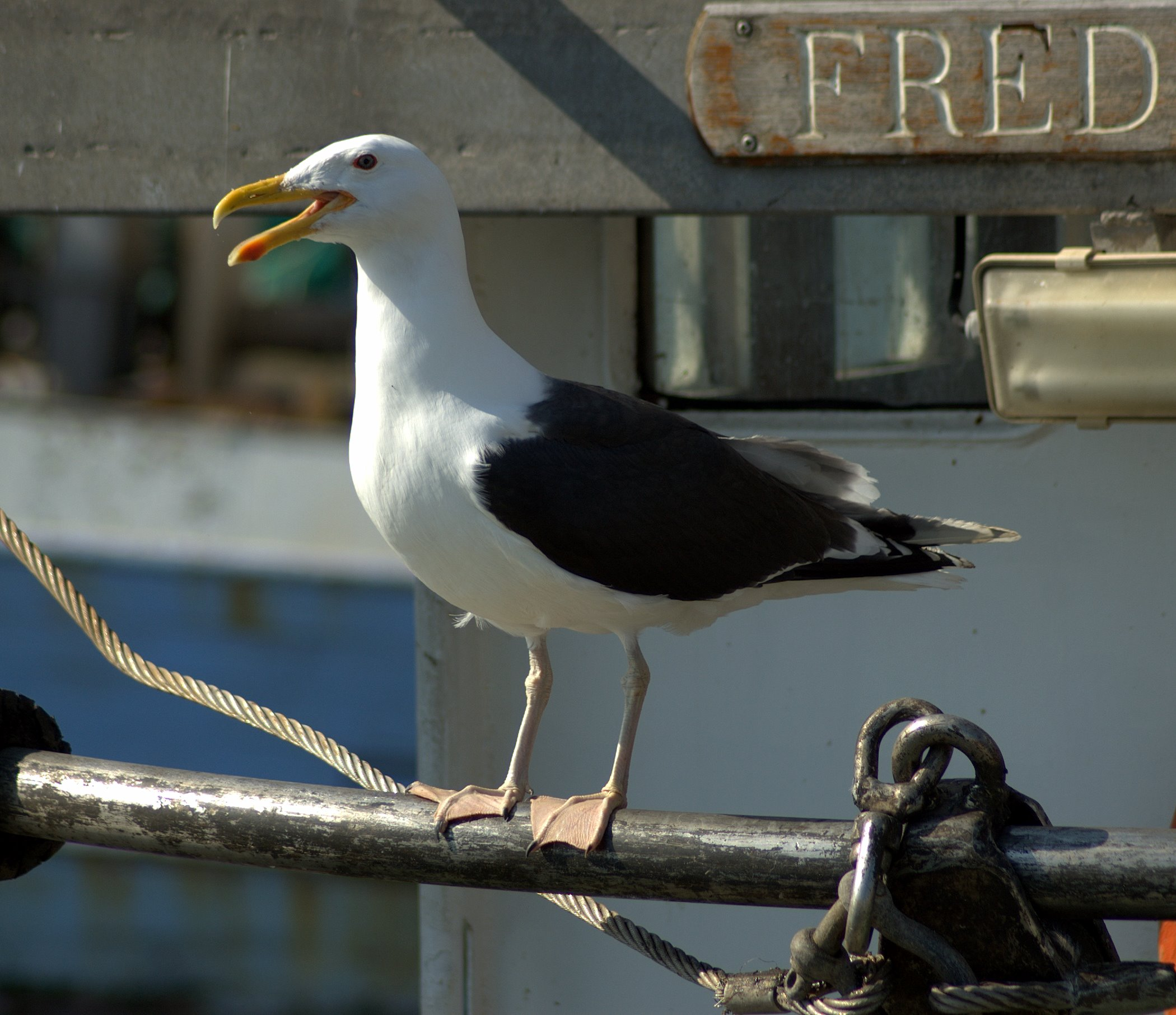
Im Brutkleid können die Beine leicht gelb getönt sein
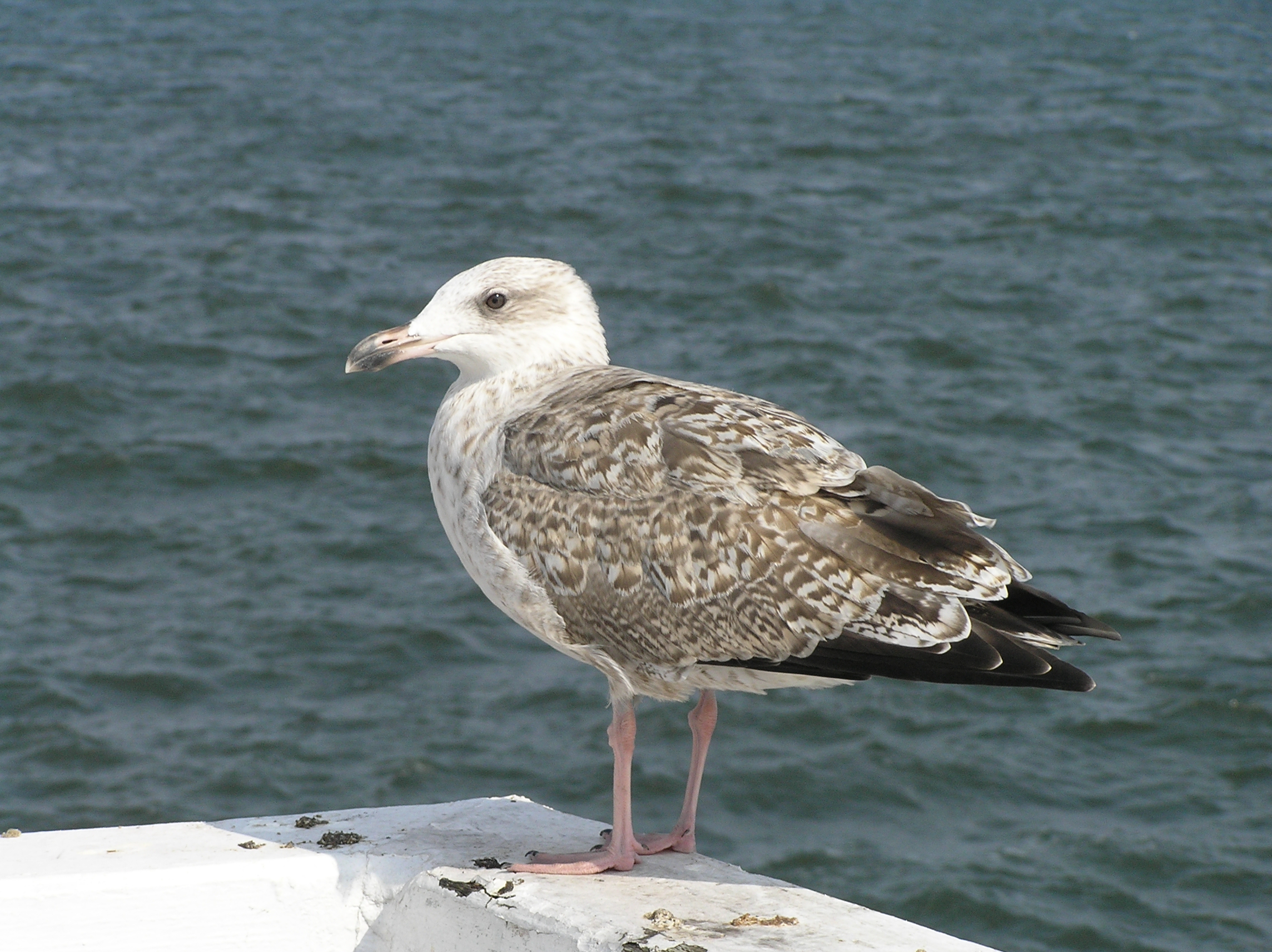
Junge Mantelmöwe im ersten Sommer. Die Schnabelbasis hat sich bereits stark aufgehellt.
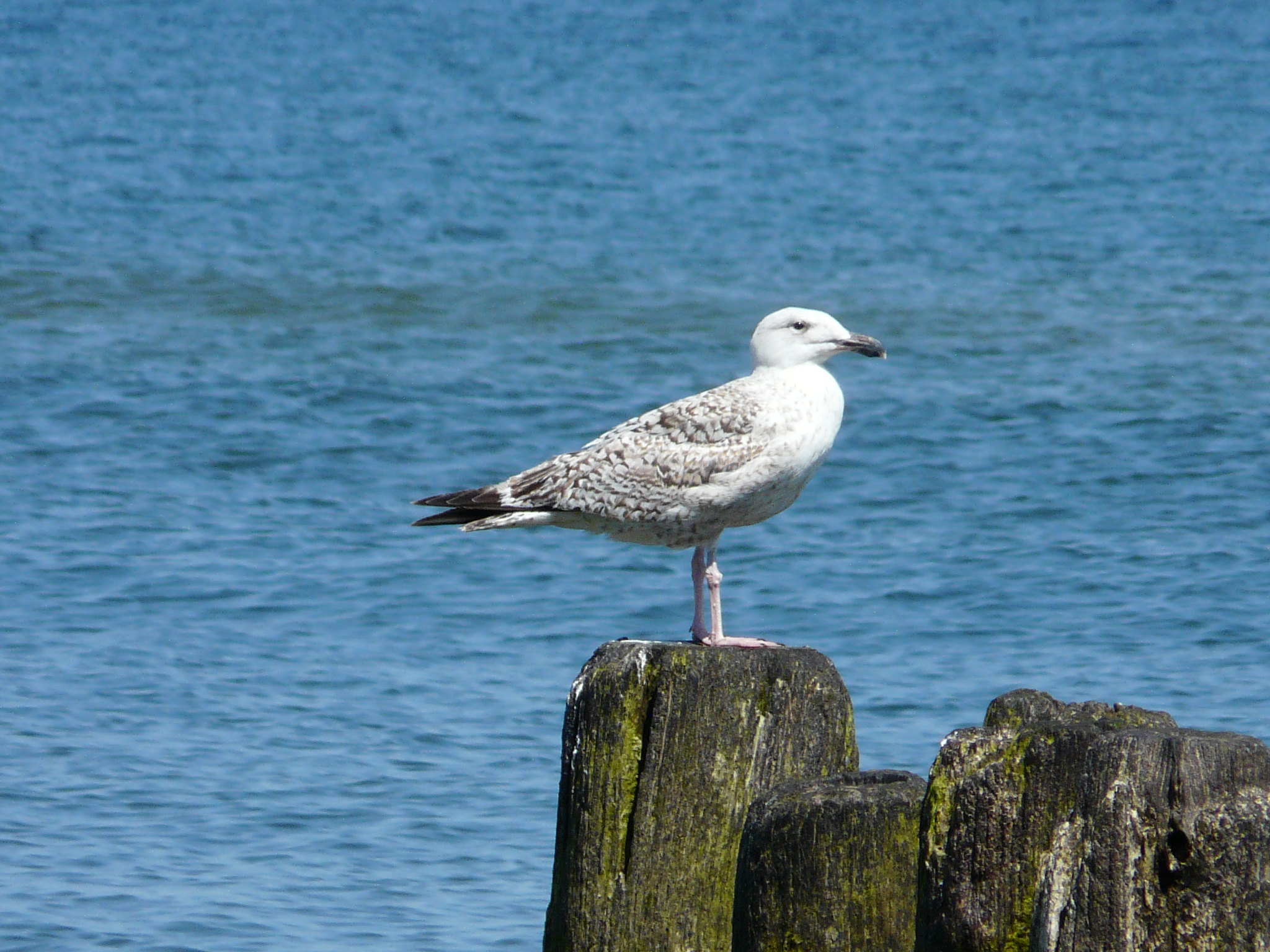
Ein sehr helles Exemplar im ersten Sommer.

### Subadulte Vögel
Vögel im Jugendkleid wirken insgesamt weißlich graubraun mit grob gemusterter, dunkler Oberseite. Im Unterschied zur Silbermöwe wirken sie sehr viel kontrastreicher schwarz-weiß, ähnlich Mittelmeermöwen, aber kräftiger gemustert. Schnabel und Iris sind dunkel, die Beine fleischfarben. Kopf, Brust, vorderer Rücken, Bürzel und Unterseite sind auf weißlichem Grund relativ spärlich dunkel graubraun gestrichelt, wobei sich die Strichelung auf dem Scheitel, um das Auge herum, im Nacken, an den Brustseiten und Flanken verdichtet. Auf den Flanken und dem vorderen Rücken wird sie zudem gröber. Der Mantel ist dunkel und wirkt durch recht breite, weiße Säume fast karoartig gemustert. Die Flügeldecken sind grob dunkel-weißlich gebändert und hell gesäumt, die Schirmfedern dunkel mit breitem, weißen Saum. Die Schwingen sind schwärzlich, wobei die inneren Handschwingen aufgehellt sind und beim fliegenden Vogel ein helles Feld bilden. Die weißlichen Spitzen der Armschwingen und der inneren Handschwingen bilden einen weißen Flügelhinterrand. Die Oberschwanzdecken sind weiß mit spärlicher Bänderung. Die Steuerfedern zeigen auf weißem Grund eine dunkle, relativ schmale Subterminalbinde, die zum Bürzel hin ausläuft. Die Schwanzaußenseiten sind meist weiß.
Das erste Schlichtkleid ähnelt dem Jugendkleid, Kopf und Brust sind jedoch deutlich weißer mit feiner, dunkler Strichelung, die sich ums Auge und im Nacken konzentriert. Der Schnabel hellt sich an der Basis leicht fleischfarben auf. Mantel- und Schulterfedern sind wesentlich heller und tragen auf beigem Grund eine subterminale, pfeilförmige, dunkle Zeichnung. Sie können noch mit einzelnen Federn des Jugendkleids durchmischt sein. Manche Exemplare wirken besonders zum Sommer hin im ausgebleichten Gefieder sehr hell. Die dunkle Schwanzbinde zerfällt oft in mehrere schmale Bänder.
Im zweiten Winter ist die Schnabelbasis bereits deutlich aufgehellt, das Gefieder aber insgesamt noch dem ersten Schlichtkleid sehr ähnlich. Die großen Armdecken sind frisch vermausert und auf beigem Grund feiner gebändert, als im ersten Winter. Im Flug kontrastieren sie als helleres Feld zum dunklen Armflügel. Die Handschwingen tragen feine weiße Spitzensäume; die weißen Spitzen der Armschwingen sind wesentlich ausgedehnter. Auf den äußersten Handschwingen kann bereits ein heller Spiegel angedeutet sein. Die dunkle Schwanzbinde wirkt diffus. Nur wenige Exemplare weisen bereits einzelne Rückenfedern des Adultkleids auf.
Im zweiten Sommer mischen sich bereits viele dunkelgraue Federn in das Rückengefieder und einzelne Armdecken sind ebenfalls bereits dunkelgrau. Ab dem dritten Winter sind bereits nahezu das gesamte Mantel- und Schultergefieder sowie die mittleren Armdecken dunkelgrau. Auch der größte Teil des Handflügels zeigt bereits die Merkmale des Adultkleids. Dazu kontrastieren auffällig die noch braunen kleinen Armdecken, Handdecken und Armschwingen. Die dunkle Schwanzbinde ist noch streifig angedeutet. Vögel im vierten Winter unterscheiden sich nur noch geringfügig von adulten Tieren. Die Oberseite kann noch etwas bräunlich wirken und die Handdecken können noch sehr dunkel sein. Im Bereich des Vorderschnabels sind die dunklen Markierungen oft noch recht ausgeprägt.

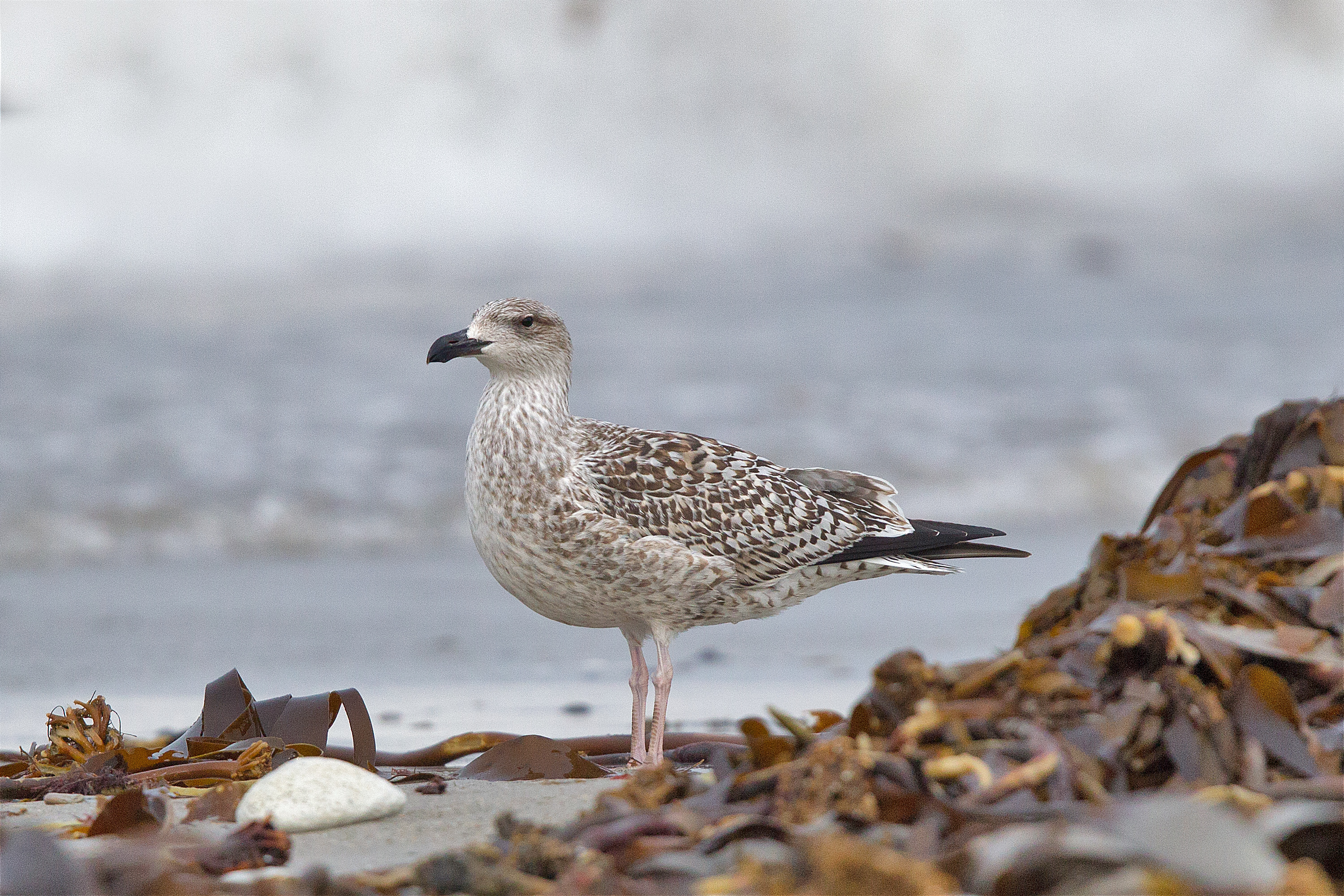
Erster Winter
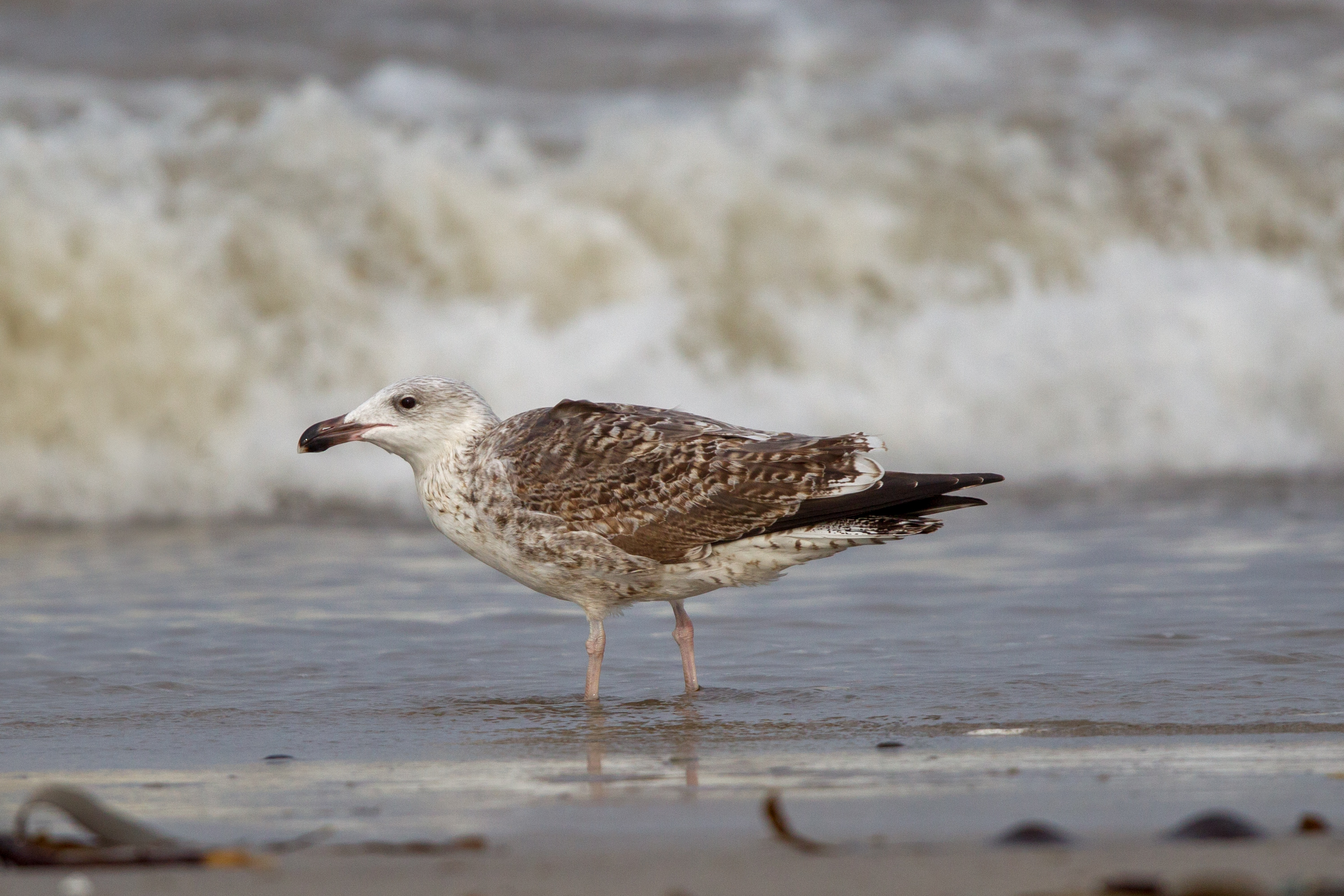
Zweiter Winter
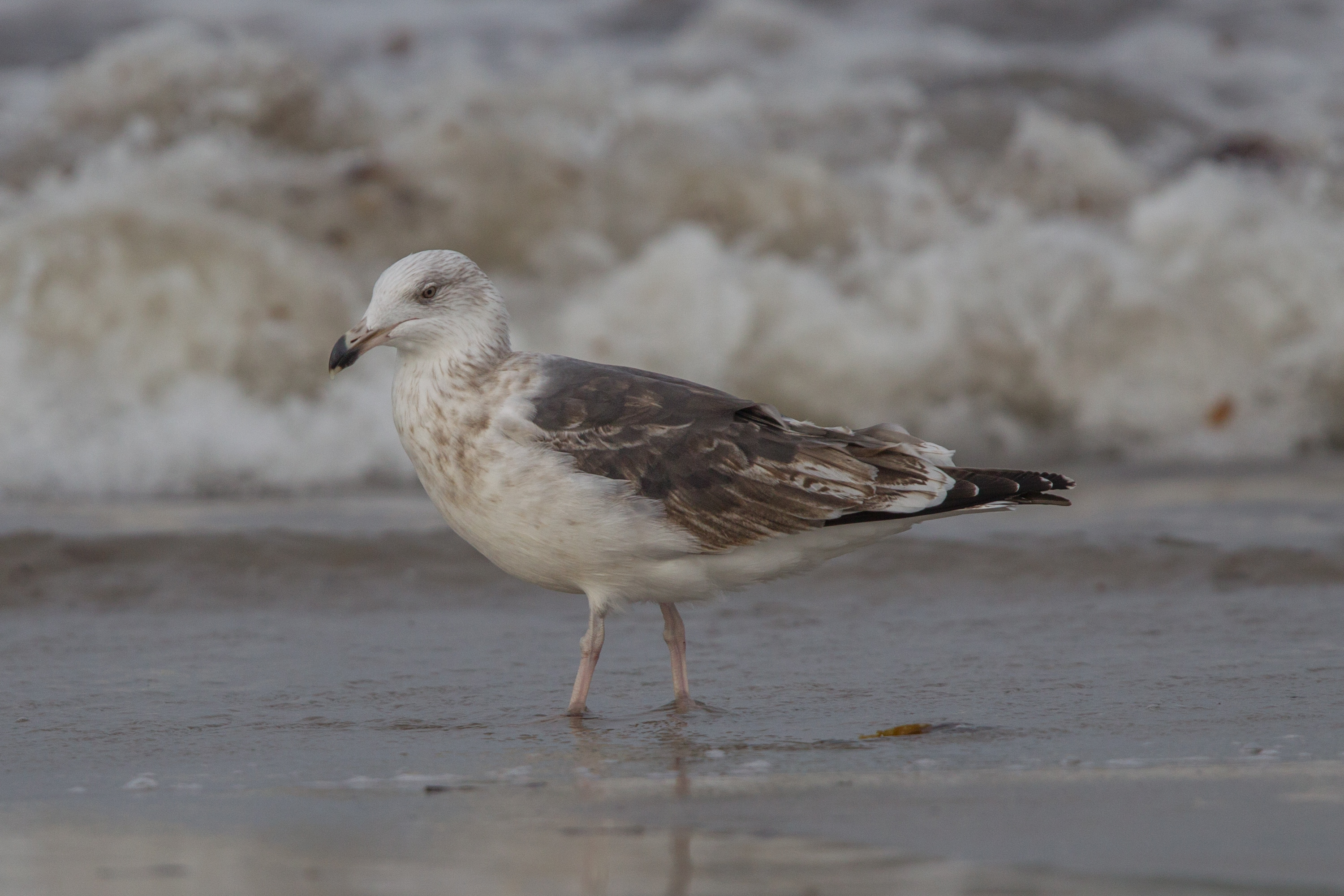
Dritter Winter
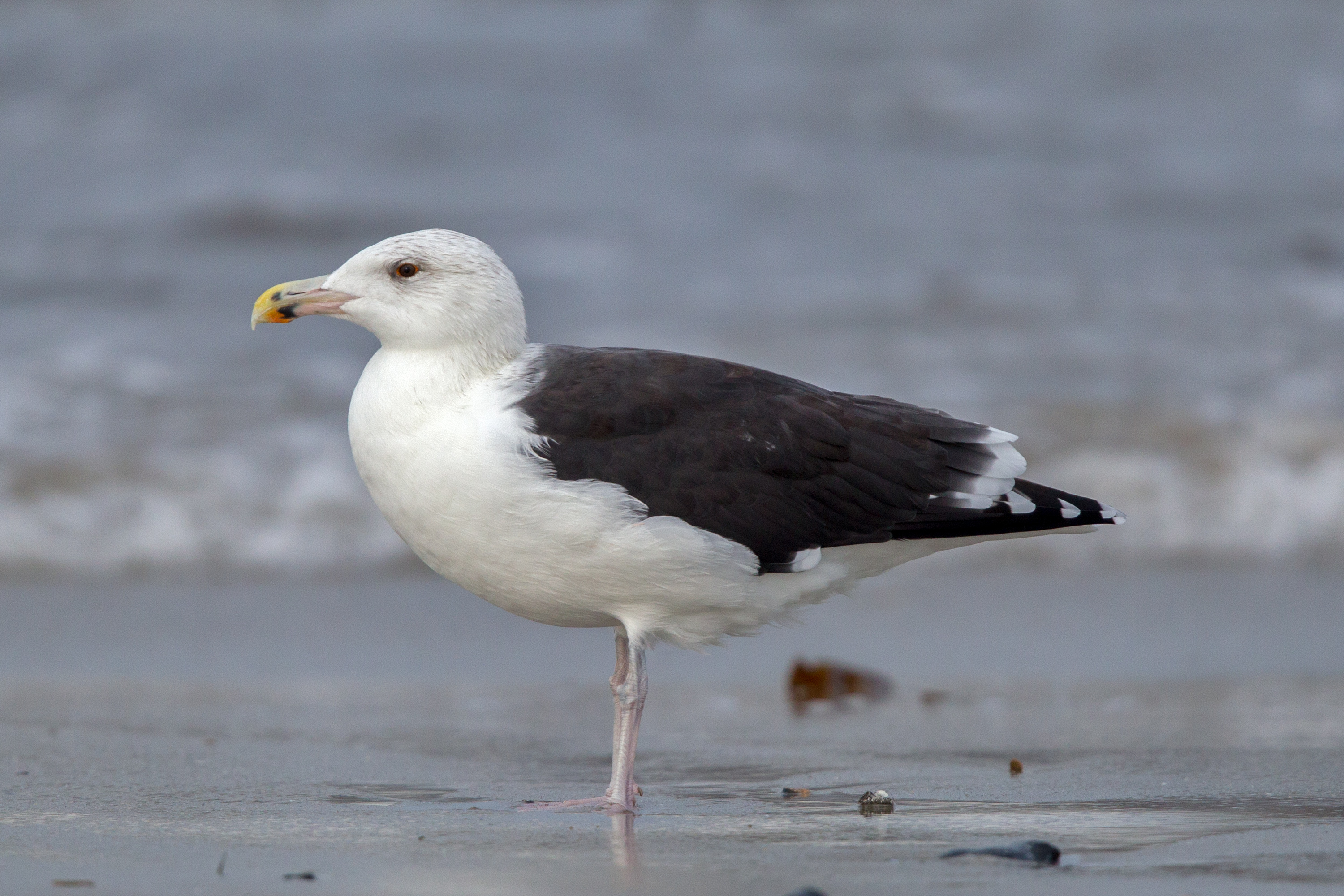
Vierter Winter

### Hybriden
Die Mantelmöwe hybridisiert gelegentlich mit anderen Großmöwen. Die Hybriden tragen dann oft intermediäre Merkmale und sind nur schwer zu bestimmen. Regelmäßig treten beispielsweise in Grönland Hybriden zwischen Mantel- und Eismöwe auf. Diese sind oberseits etwas dunkler als Eismöwen und erinnern im Handflügelmuster an Mantelmöwen. Auch Hybriden zwischen Mantel- und Amerikanischer Silbermöwe sind bekannt. In Dänemark und Finnland wurden zudem einige Vögel als vermutliche Hybriden zwischen Mantel- und Heringsmöwe identifiziert.
In einer Großmöwenkolonie auf dem Dach des Posthofes in Frankfurt am Main brütet seit 2009 ein Mischpaar aus Mantel- und Mittelmeermöwe. Einer der daraus hervorgegangenen Hybriden zog 2015 erfolgreich mit einer Mittelmeermöwe zwei Junge groß.

## Stimme
Das Rufrepertoire der Mantelmöwe ist wie bei allen Möwen sehr vielfältig. Verglichen mit denen der Silbermöwe sind die Rufe tiefer und lauter, manchmal klingen sie sehr viel heiserer oder entenähnlich schnatternd. Rufreihen werden meist langsamer vorgetragen. Der Hauptruf ist ein tiefes, oft heiseres und manchmal laut schallendes kau oder krau. Das Jauchzen („long call“), beginnt mit zwei relativ langen, tiefen Lauten, steigert sich zur Rufreihe aus hohen Lauten und flacht dann meist wieder zu tieferen Lauten hin ab. Im Unterschied zur Silbermöwe „übersteigern“ sich die hohen Rufelemente jedoch nicht zu durchdringenden i-Lauten. Der beispielsweise zwischen Partnern als intimer Kontaktruf zu hörende „Katzenruf“ („mew call“) ist ein tiefes, gutturales maau; als Alarmruf ist eine entenartig gackernde Rufreihe („Stakkatoruf“) zu vernehmen.

## Verbreitung
Das Verbreitungsgebiet der Mantelmöwe liegt im Bereich des Nordatlantiks und der Ostsee an Küsten und Inseln in der gemäßigten, borealen und subpolaren Zone.
In der westlichen Paläarktis besiedelt sie Island, die Färöer,  Spitzbergen, die Bäreninsel, Waigatsch und die Kanin-Halbinsel, Kolgujew und den Süden Nowaja Semljas, Fennoskandien ab der Murmanküste westwärts und die Küsten der Ostsee bis zum Kattegat. An der Nordsee kommt sie am Skagerrak und der Küste Nordwestjütlands vor, im Bereich des Wattenmeeres und an der englischen Westküste von Plymouth bis zum Firth of Forth fehlt sie weitgehend als Brutvogel. Die übrigen Küsten der Britischen Inseln besiedelt sie ebenso wie die Kanalinseln. In Frankreich kommt sie in der Normandie und der Bretagne südwärts bis ins Département Loire-Atlantique vor.
Auf Grönland brütet die Mantelmöwe an der Ostküste nur bei Tasiilaq und an der Westküste von der Nuussuaq-Halbinsel südwärts bis Kap Farvel.
In der Nearktis brütet die Art an der nördlichen Ostküste Nordamerikas. Das nördlichste Vorkommen liegt hier an der Mündung des Rivière aux Feuilles an der Ungava Bay. Von Cape Chidley im nördlichen Labrador reicht es dann an der Küste südwärts über Neufundland an die Küsten des Sankt-Lorenz-Golfs und den Sankt-Lorenz-Strom hinauf bis Montreal. Ferner kommt die Art an den Küsten von Anticosti, der Magdalenen-Inseln, von Prince Edward Island, New Brunswick und Nova Scotia vor. In Ontario brütet sie zerstreut am Nordufer des Lake Ontario und am Ostufer des Lake Huron. In den USA reicht das Vorkommen an der Küste von Maine bis New Jersey. Ferner brütet die Mantelmöwe auf der Delmarva-Halbinsel in Maryland und Virginia, an der Küste im äußersten Norden North Carolinas sowie zerstreut an der Chesapeake Bay in Maryland. Einzelne Brutnachweise gibt es aus Vermont und Delaware.

## Wanderungen

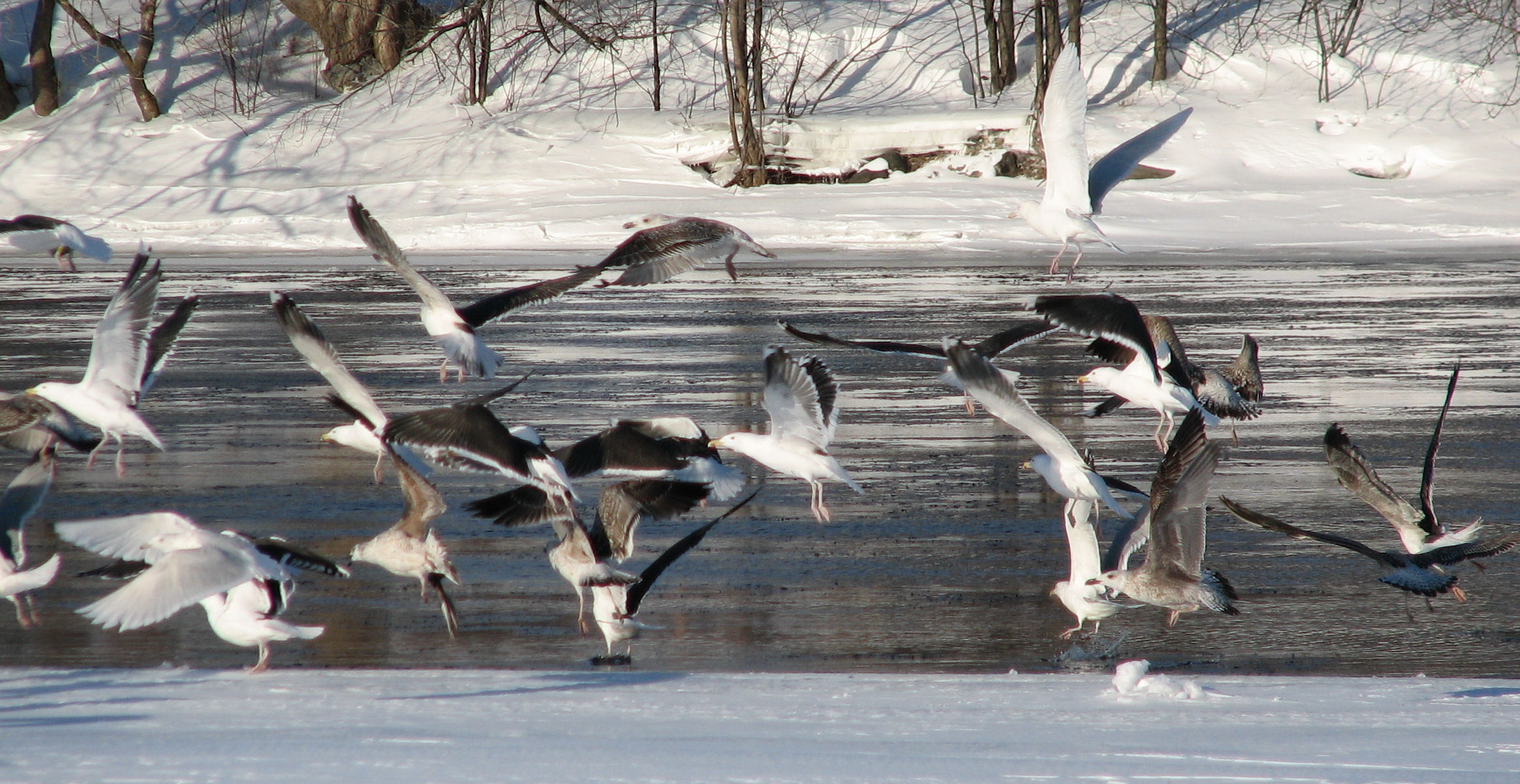
Im Bereich der Großen Seen nimmt die Zahl der überwinternden Mantelmöwen zu.

Die Mantelmöwe ist ein Strich- oder Zugvogel. Bis zur Packeisgrenze harrt ein Teil im Winter in den Brutrevieren aus; die hocharktischen Populationen ziehen regelmäßig. Im Südwesten des Verbreitungsgebiets, aber auch auf Island und den Faröern, gibt es viele Standvögel, andere Vögel ziehen meist nur kurze Strecken und sammeln sich in besonders nahrungsreichen Gebieten. Die europäischen Hauptüberwinterungsgebiete liegen im Südwesten der Ostsee, an der Nordsee, in den Küstengewässern der Britischen Inseln, im Ärmelkanal und an der Biskaya. Im Bereich der niederländischen Wattenmeerküste überwintern teils bis zu 100.000 Vögel, insgesamt umfassen die Winterbestände in Nordwesteuropa bis zu 480.000 Vögel. Kleinere Zahlen gelangen auch weiter südlich bis Nordafrika und in den Mittelmeerraum.
Nordrussische und nordnorwegische Vögel wandern in größeren Zahlen die norwegische Küste entlang, um an der Nordsee, im Bereich der Britischen Inseln oder in kleineren Zahlen weiter südwärts zu überwintern. Süd- und westnorwegische Vögel ziehen vorwiegend nach Nordwest-England. Die Ostseepopulationen überwintern zwischen Ostsee und Kattegat mit den größten Ansammlungen an den Belten und im Kattegat.
In Nordamerika liegen die Hauptwinterquartiere an der Atlantikküste zwischen Neufundland und New Jersey, wo es teils Ansammlungen von bis zu 3000 Vögeln gibt. Vermehrt tritt die Art in den letzten Jahrzehnten aber auch weiter südlich und im Bereich der Großen Seen als Wintergast auf.
Erste spürbare Zugbewegungen gibt es ab Juli, wobei es sich meist um jüngere Vögel, Nichtbrüter und Vögel ohne Bruterfolg handelt. Die Kolonien werden ab August geräumt, der Hauptwegzug findet mit lokal unterschiedlichen Maxima zwischen September und November statt. Die meisten Zugbewegungen sind im November weitgehend abgeschlossen, Winterfluchten erfolgen teils aber auch später. Die größten Bestände finden sich in den Winterquartieren zwischen November und Februar. Der Heimzug findet zwischen Ende Februar/Anfang März und April statt. Sogar im hohen Norden treffen die ersten Vögel ab März in den Brutgebieten ein. Nach April ist der Zug fast überall abgeschlossen.
Nichtbrüter übersommern im Winterquartier oder irgendwo zwischen Überwinterungs- und Geburtsort, sie können aber auch fernab dieser Routen zu finden sein.

## Lebensraum
Die Mantelmöwe ist stärker noch als andere Möwen an die Meeresküste gebunden und taucht kaum im Binnenland, allenfalls im Winter im Küstenhinterland auf. In Nordamerika und Skandinavien kommt sie aber auch an großen Seen (z. B. Lake Ontario oder Inarisee) vor.
Brutplätze müssen sicher vor Bodenfeinden sein und liegen daher meist auf kleinen Inselchen, Felsen oder Schären. Manchmal nistet die Art in Kolonien anderer Möwenarten und wählt dann die höchstgelegenen, vegetationsärmsten Stellen. Selten liegen die Brutplätze auf breiteren, grasbewachsenen Bändern in Steilklippen. Vor allem in Island werden auch weitläufige Spülsäume, Moränen, Kiesflächen und Sandbänke an der Küste und an Flussmündungen angenommen. In Großbritannien brütet die Art auch in Deckenmooren und auf Inseln in größeren Binnenseen und Flüssen; die Anzahl der Brutpaare im Binnenland beträgt aber weniger als 1 % des Gesamtbestands. In Nordamerika brütet die Art auch in Salzwiesen und Dünen, in Städten gelegentlich auf Dächern.
Außerhalb der Brutzeit ist die Mantelmöwe an felsigen und sandigen Küsten, an großen Flussmündungen und auf dem offenen Meer zu finden. Mülldeponien und Fischereihäfen haben eine große Anziehungskraft. Die Schlafplätze liegen fast immer an der Küste; oft werden große freie Flächen, wie Felder, Parkplätze und manchmal auch Landebahnen gewählt. Ins Binnenland dringt die Art nur so weit vor, dass sie am Abend an die Küste zurückkehren kann.

## Ernährung

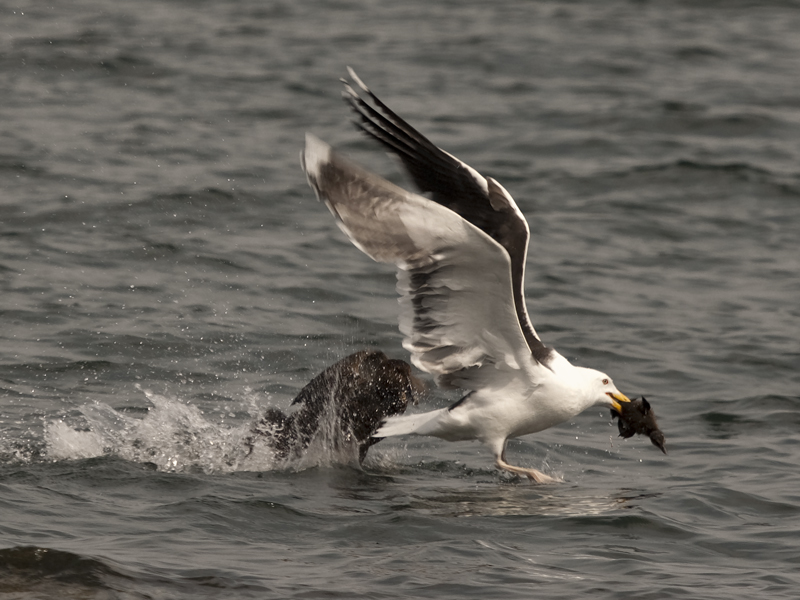
Eine Mantelmöwe erbeutet eine junge Eiderente trotz heftiger Gegenwehr zweier Eiderentenweibchen.

Wie auch andere Möwen ernährt sich die Mantelmöwe omnivor und opportunistisch, der Schwerpunkt liegt aber deutlich auf tierischer Nahrung und Abfällen. Dazu gehören Fische, Mollusken, Krustentiere, Kopffüßer, Ringelwürmer, Insekten, Seesterne und andere Stachelhäuter, Vögel bis zur Größe einer Krähenscharbe, Jungvögel und Eier, Säugetiere bis zur Größe von Kaninchen oder jungen Lämmern, Aas, Müll und Fischereiabfälle. Ergänzend kommt pflanzliche Nahrung wie beispielsweise Beeren, Sämereien und Ackerfrüchte hinzu.
Das Ernährungsverhalten ändert sich saisonal. Während sich die Art im Sommerhalbjahr vorwiegend fischend, sammelnd oder räuberisch ernährt und Fische zur Brutzeit einen großen Teil der Nestlingsnahrung stellen, lebt sie im Winter vorwiegend von Abfällen.
Kleptoparasitismus spielt jedoch das ganze Jahr über eine Rolle. Zu den parasitierten Arten zählen Wasservögel wie Seetaucher, Meerenten oder Säger, aber auch andere Möwen, Fisch- oder Seeadler und sogar Heringshaie.
In Seevogelkolonien werden Nester geplündert und Jungvögel erbeutet. Ziehende Singvögel, aber auch Meeresvögel wie Sturm- oder Seeschwalben und sogar Enten werden im Flug oder auf dem Wasser überfallen und – meist durch Ertränken – getötet.
Fische fängt die Mantelmöwe oft stoßtauchend, aus dem Rüttelflug heraus oder nach kurzer Landung auf der Wasseroberfläche – meist in der Nähe von Fischkuttern oder von unter Wasser liegenden Felsen und Sandbänken, wo sich viele Lebewesen sammeln. Oft werden aber auch in Gezeitentümpeln oder in Prielen bei Ebbe zurückgebliebene oder an Land angespülte Fische oder Wirbellose erbeutet. Nicht selten transportiert die Möwe dann Fische, die schwerer sind, als sie selbst.

## Fortpflanzung

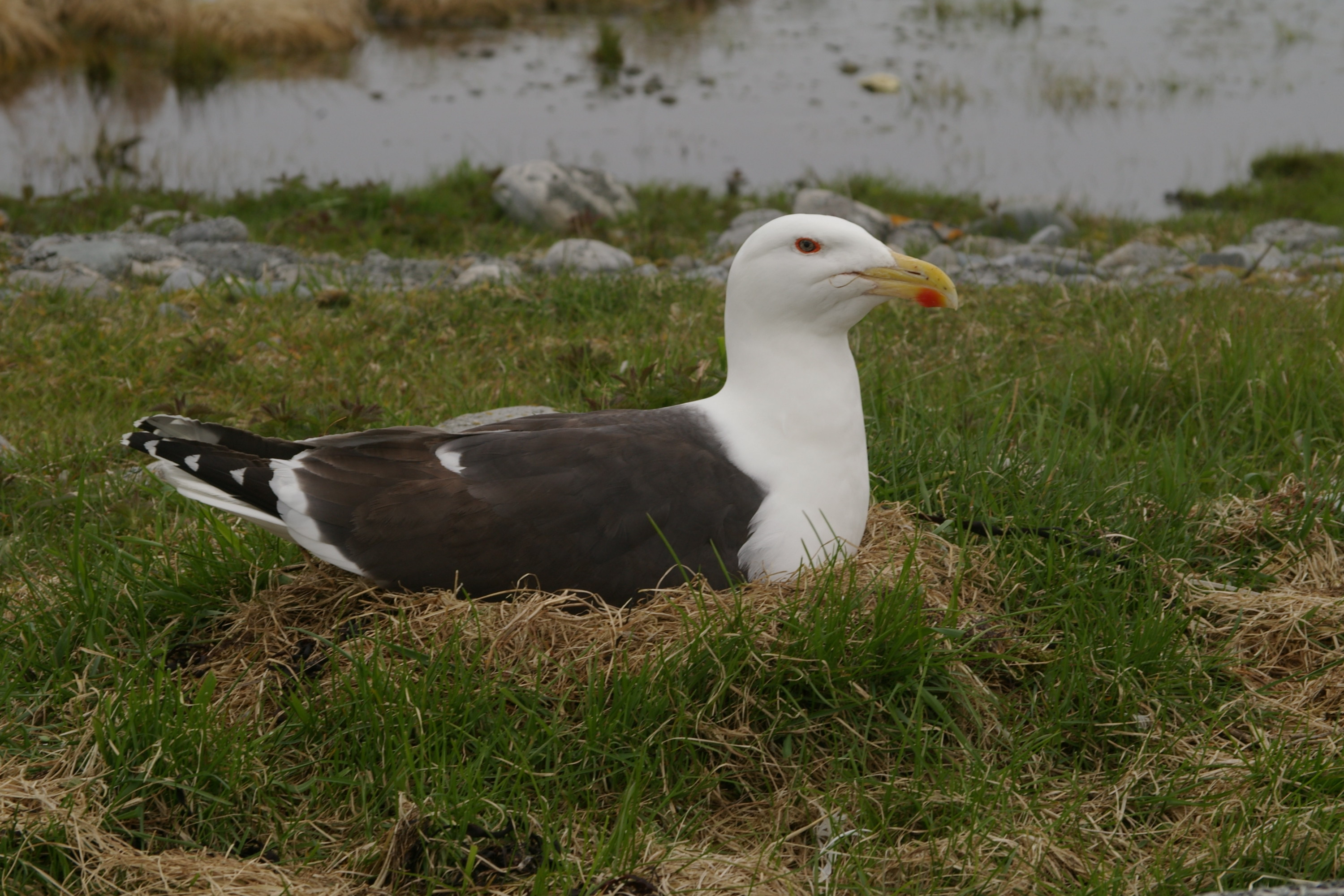
Brütende Mantelmöwe

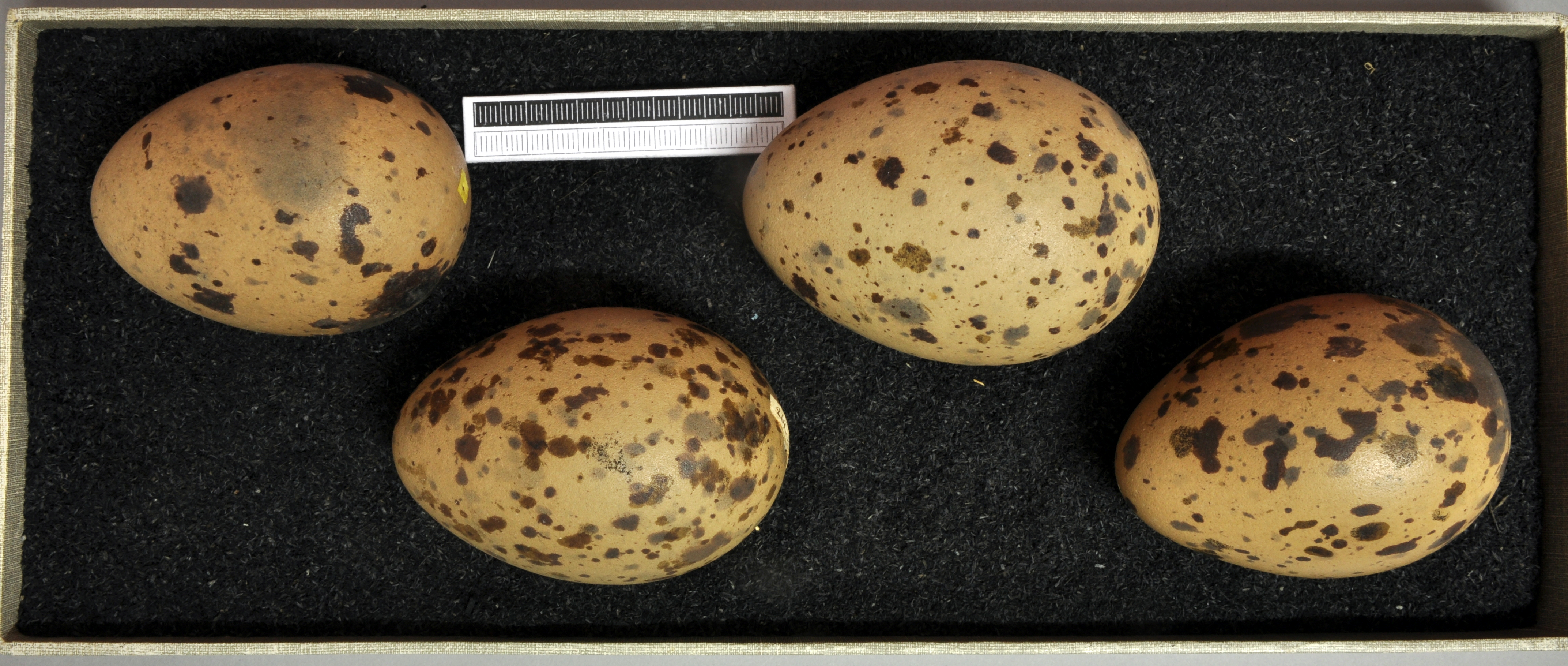
Gelege, Sammlung Museum Wiesbaden

Mantelmöwen werden frühestens mit vier bis fünf Jahren geschlechtsreif. Ist ein Partner zu jung, kann es bei den betreffenden Paaren zu einem Nestbau ohne Eiablage kommen. Es findet eine Jahresbrut statt; die Paare finden sich zu einer monogamen Saisonehe zusammen.
Die Mantelmöwe nistet meist einzeln oder in kleineren Kolonien, seltener kommen auch große Ansammlungen von einigen hundert bis hin zu 5000 Vögeln vor. Häufig schließt sich die Art Kolonien anderer Möwenarten an, in denen sie dann oft in losen Gruppen aus wenigen Paaren brütet. Bisweilen wird der Brutplatz schon im Winter besucht, meist aber erst im März oder April dauerhaft besetzt.
Der Nistplatz kann sehr variabel gelegen sein, auffallend ist aber eine Präferenz für erhöhte Orte, die nicht selten auch recht exponiert liegen können. Diese können sich auf Felszinnen oder kleinen Hügeln inmitten von Inseln, auf Felsbändern oder Felsvorsprüngen in Klippen befinden. Selten wurden auch Bruten auf Dächern festgestellt. Meist ist der Nistplatz nur karg bewachsen; eine Grasnarbe wird aber nacktem Fels vorgezogen und bisweilen liegt das Nest auch in der Vegetation (beispielsweise in Zwergsträuchern) verborgen. Manchmal kann es auch an einen Felsen oder Grasbüschel angelehnt sein oder in einer Felsspalte errichtet werden.
Beim Bau des Nestes wird zunächst eine Mulde ausgescharrt und dann mit Pflanzenteilen wie Gras, Heidekraut oder Tang sowie mit Federn ausgekleidet wird. Oft wird das Nistmaterial von anderen Möwenarten gestohlen, manchmal werden auch ganze Nester übernommen. Die Nestgröße liegt etwa zwischen 30 und 60 cm, die Mulde ist etwa 25–30 cm breit und 5–10 cm tief.
Die Hauptlegezeit liegt im April und Mai, verschiebt sich aber nach Norden zeitlich und kann wie in Grönland auch Anfang Juni liegen. Die Mantelmöwe brütet aber immer früher als die Silbermöwe – in Nordamerika liegt der Beginn der Brutzeit bei den beiden Arten etwa zwei Wochen auseinander.
Das Gelege besteht meist aus drei, seltener auch aus zwei Eiern; größere Gelege stammen von mehreren Vögeln. Die Eiablage erfolgt über fünf bis sechs Tage. Die Eier sind mit etwa 77 × 53 mm wesentlich größer und heller als die von Silber- und Heringsmöwe. Sie sind auf hellgrauem, beigen, bräunlichem oder hell olivfarbenem Grund unregelmäßig und grob gesprenkelt, glatt und relativ glanzlos. Die Bebrütung beginnt mit dem ersten oder zweiten Ei und dauert 26 bis 28 Tage. Beide Partner brüten.
Die Jungen verlassen das Nest innerhalb der ersten 24 Stunden. Bis zum Alter von 7–10 Tagen werden sie noch gehudert. Daran, wie auch an der Fütterung, beteiligen sich ebenfalls beide Partner. Im Alter von 45–50 Tagen erlernen die Jungvögel das Fliegen. Nach 50–55 Tagen verlassen sie die nähere Umgebung des Nistplatzes, kehren aber noch bis zum Alter von 10–11 Wochen gelegentlich dorthin zurück.

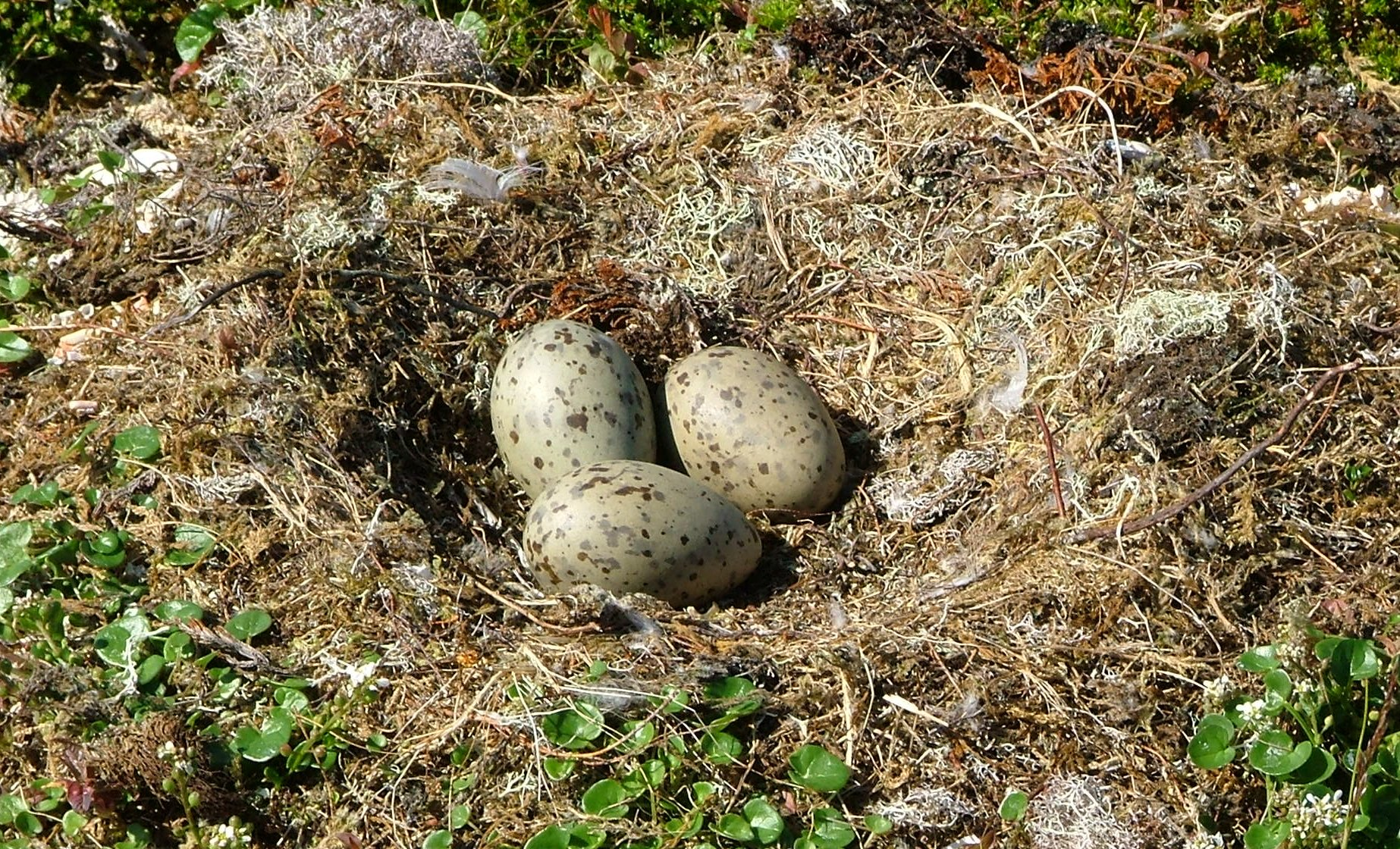
Gelege mit drei Eiern sind die Regel
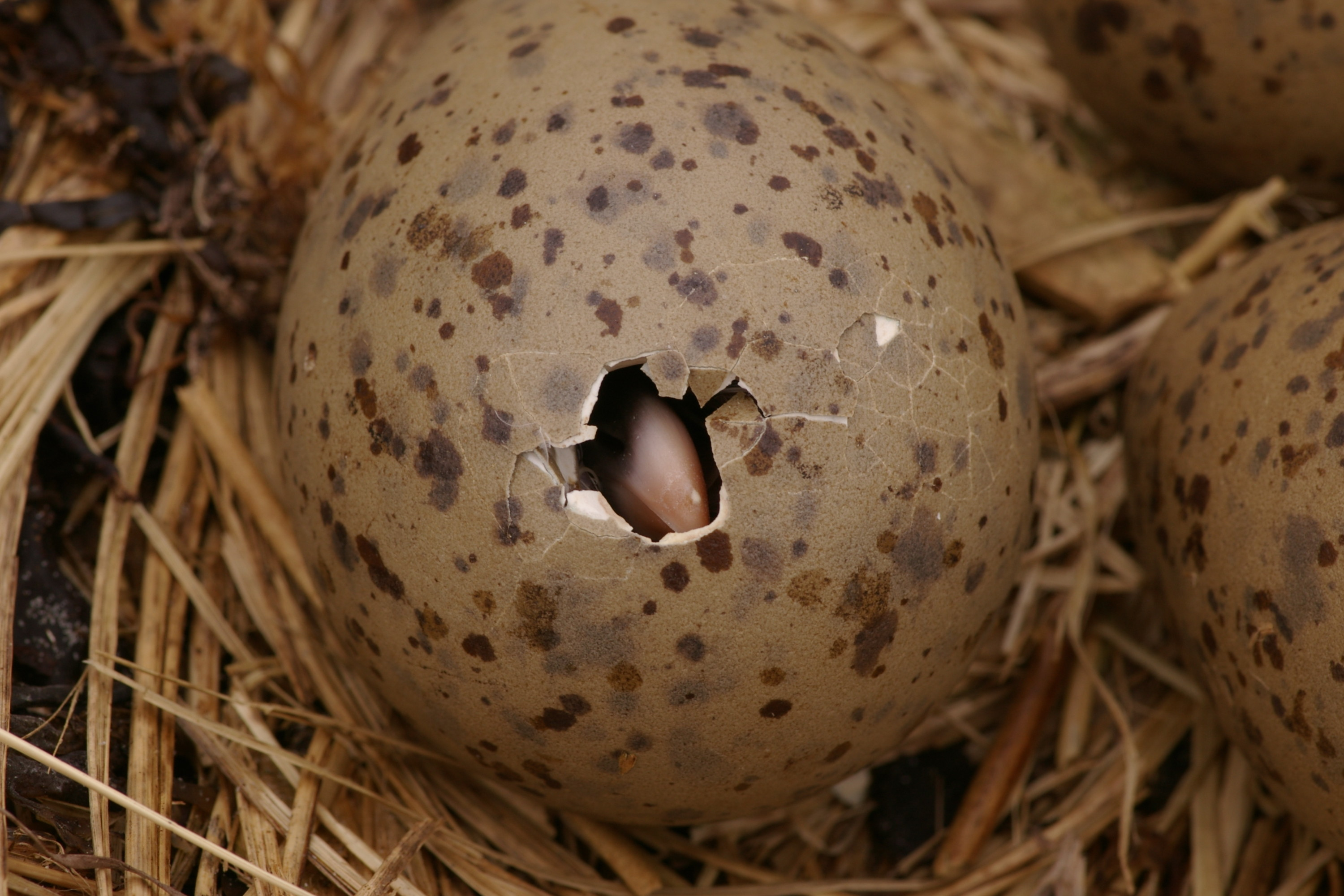
Schlüpfendes Küken
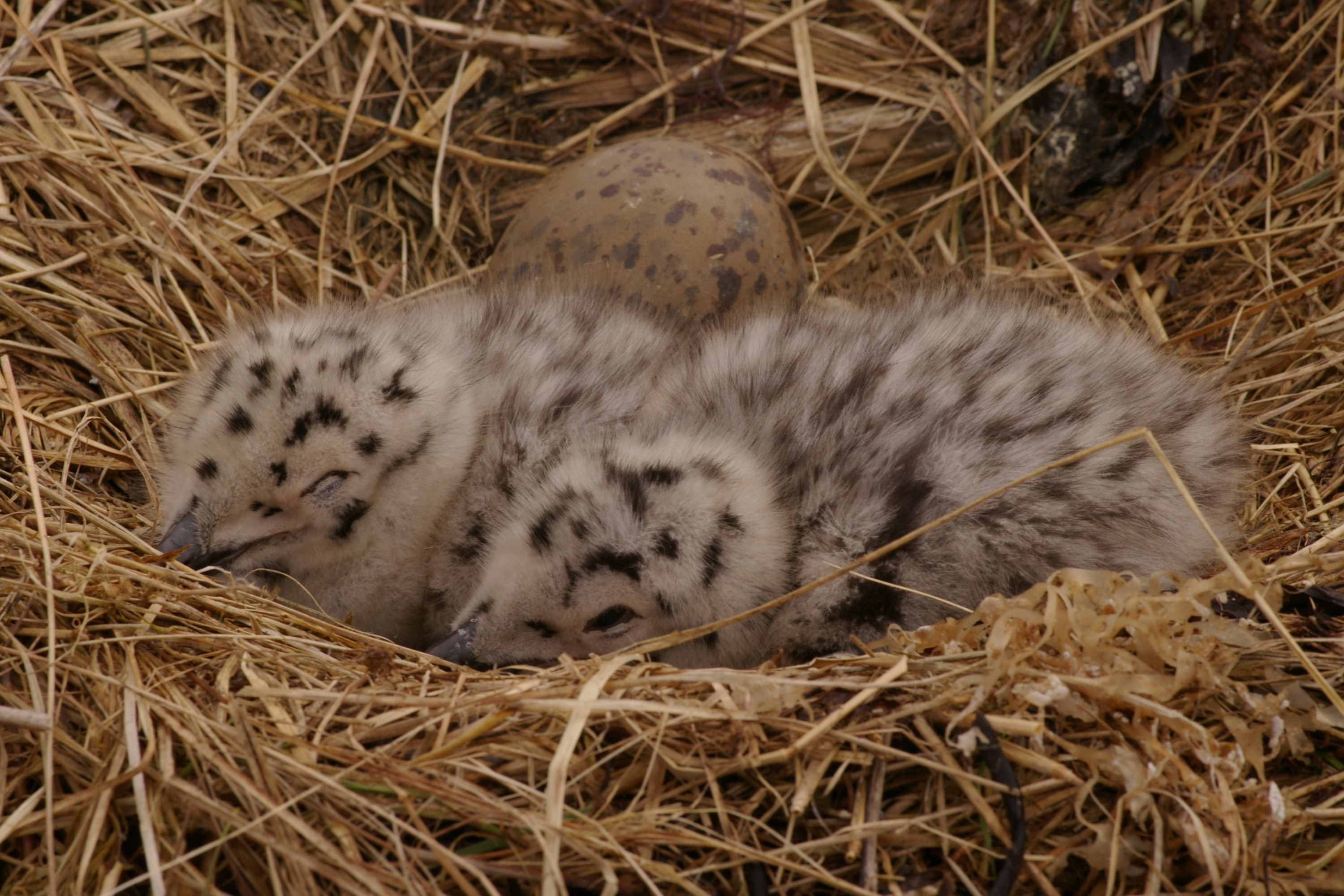
Zwei Dunenjunge
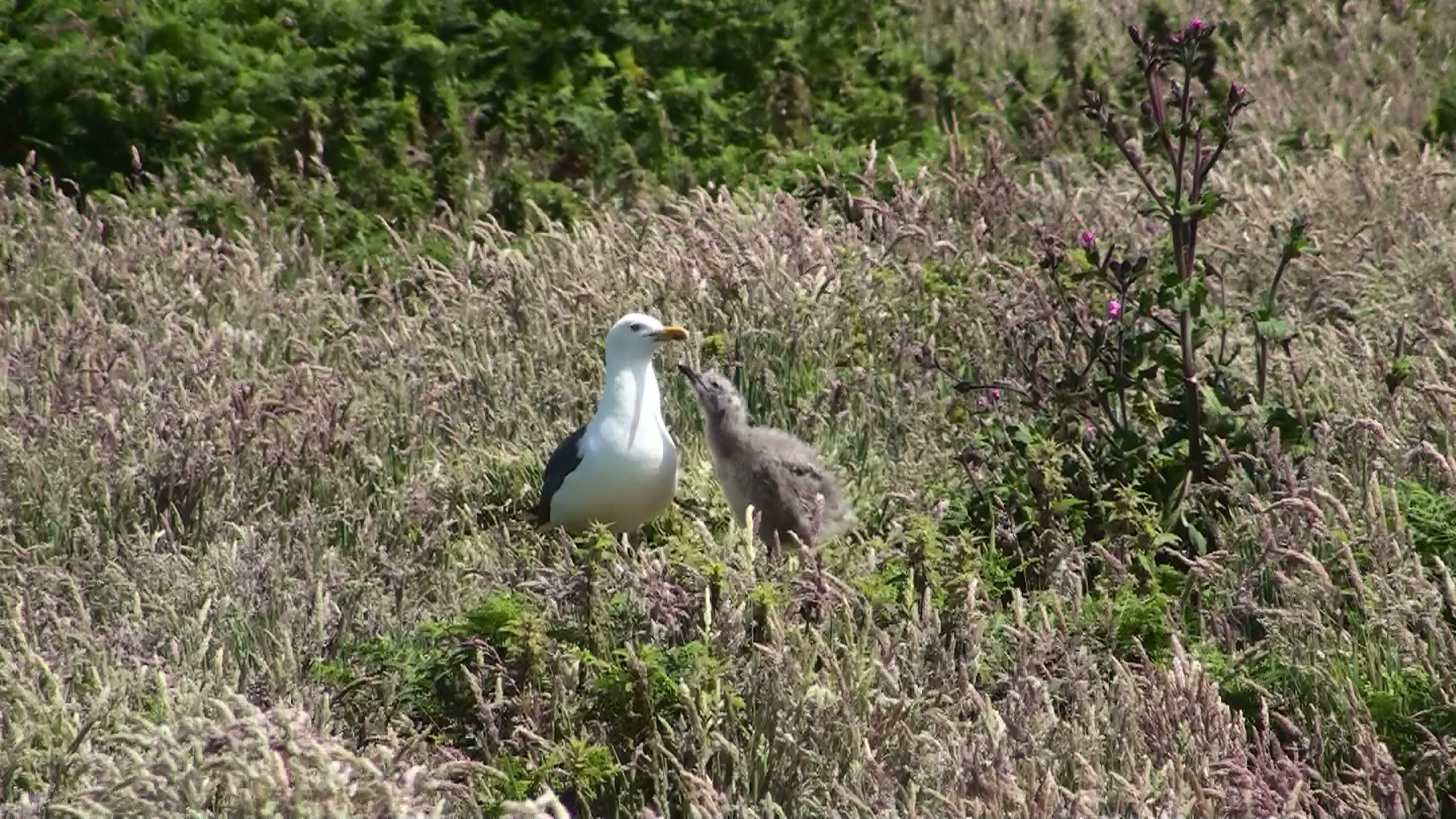
Ein älteres Junges wird gefüttert

## Sterblichkeit und Alter
Mantelmöwen können über 20 Jahre alt werden: Eine in Finnland beringte Mantelmöwe erreichte ein Alter von 27 Jahren und einem Monat, ein auf Helgoland beringtes Tier war mindestens 20 Jahre und einen Monat alt.

## Bestandsentwicklung
Der Weltbestand der Mantelmöwe wird auf 540.000–750.000 adulte Vögel geschätzt. Der Europäische Bestand (inklusive Grönland) belief sich um das Jahr 2000 auf etwa 110.000–180.000 Brutpaare, wobei Norwegen mit 50.000, Großbritannien mit 17.500, Island mit 15–20.000 und Schweden mit 10–15.000 Brutpaaren die größten Bestände halten. In der Nearktis brüten nach Erfassungen zwischen 1975 und 1996 etwa 65.000 Paare, davon über 25.000 in Kanada und über 38.000 in den USA.
Wie auch bei anderen Möwen ist der Bestand der Mantelmöwe im Laufe des 20. Jahrhunderts stark angestiegen, was zunächst auf die nachlassende Verfolgung, später auf verbesserte Nahrungsbedingungen durch ein reichhaltiges Angebot an Müllkippen und Fischereianlagen zurückzuführen war. Damit einher gingen große Arealausdehnungen. 1907 wurde Estland, 1921 die Bäreninsel, 1925 Frankreich (zuerst auf den Sept Îles), 1930 Spitzbergen und Dänemark (zunächst nur Læsø) besiedelt.
Besonders spektakulär war die Ausbreitung in Nordamerika, wo die Art noch 1914 in den Neuenglandstaaten als Brutvogel fehlte. 1928 brütete sie erstmals in Maine, 1931 fanden sich bereits 25–35 Brutpaare an acht verschiedenen Orten. 1965 gab es dort 9.847 Brutpaare; insgesamt waren es 15.000 an der Ostküste der USA. Zwischen 1926 und 1965 wuchs der Bestand also im Jahr um 17 %. Die Tendenz blieb steigend. 1977 wurden entlang der Küste von Maine bis Virginia 17.405 Brutpaare gezählt, die im Jahr 1984 auf 30.780 und in den Jahren 1994 und 1995 auf 38.642 angestiegen waren.
In Europa nahmen bis in die 1970er Jahre Populationszahlen teils langsam, teils nahezu exponentiell zu. Nach 1970 stabilisierte sich die Zahlen meist auf hohem Niveau oder stiegen lokal weiter. In Deutschland brütete die Art erstmals 1984, in den Niederlanden 1993. Der deutsche Bestand umfasst derzeit 46–52 Brutpaare. In Großbritannien wurde ein weiterer Populationsanstieg zwischen 1970 und 1980 durch Dezimierungsmaßnahmen weitgehend unterbunden. Während um 1970 noch 22.450 Brutpaare verzeichnet werden konnten, waren es 1998 17.500.